# Jacob Fugger
Jacob Fugger detto "il Ricco" o anche "il Giovane" o "Jacob II" (per distinguerlo dal padre) o "del Giglio" in riferimento al simbolo araldico della sua famiglia, in tedesco Jakob Fugger (Augusta, 6 marzo 1459 – Augusta, 30 dicembre 1525) è stato un banchiere e mercante tedesco, nonché il principale imprenditore tedesco dell'inizio dell'Età Moderna.
Discendente della dinastia mercantile dei Fugger di Augusta, Jacob nacque sempre in questa città. In pochi decenni il suo acume gli permise di espandere gli affari della famiglia in tutta Europa. Iniziò la formazione a 14 anni a Venezia dove rimase sino al 1487. Nel contempo divenne chierico ed ottenne diverse prebende, pur non avendo mai vissuto in un monastero.
Seppe procurare gran parte delle fortune alla propria famiglia grazie al commercio tessile in Italia. La compagnia da lui organizzata crebbe rapidamente dopo che, con i suoi fratelli Ulrich e Georg, diede inizio a transazioni con la casata imperiale degli Asburgo e con la Santa Sede. Fondò al contempo un'impresa mineraria in Tirolo e nel 1493 avviò diverse estrazioni d'argento e di rame nei regni di Boemia e Ungheria. Nel 1525 i tre fratelli ottennero anche il permesso di estrarre mercurio e cinabro presso Almadén.
Dopo il 1487 Jacob Fugger si ritrovò de facto a capo di tutte le operazioni commerciali dei Fugger che avevano ormai monopolizzato il commercio del rame nel mercato europeo. Dall'Ungheria il rame veniva trasportato ad Anversa e poi a Lisbona e quindi esportato nelle Indie. Jacob Fugger contribuì anche alla prima spedizione commerciale organizzata da mercanti tedeschi nelle Americhe a bordo di una flotta portoghese (1505/06), oltre che alla fallimentare spedizione commerciale spagnola nelle Molucche.
Col supporto degli Asburgo Fugger intraprese anche la carriera di banchiere ed ebbe un'influenza decisiva sulla politica europea del suo tempo. Finanziò l'ascesa di Massimiliano I del Sacro Romano Impero ed i suoi contributi economici favorirono in modo altrettanto importante l'ascesa di Carlo V al trono imperiale. Jacob Fugger finanziò i principali matrimoni della casata degli Asburgo che consentirono poi a questi sovrani di ottenere stabilmente i regni di Boemia e Ungheria.
A livello sociale si impegnò particolarmente a favore della natia Augusta. Tra il 1509 e il 1512 fece costruire una cappella, il primo monumento completamente di stile rinascimentale di tutta la Germania, che conserva ancora oggi le tombe dei tre fratelli Ulrich, Georg e Jacob. Nel 1521 Jacob fondò la Fuggerei, il più antico complesso residenziale della Germania ancora in uso. Il Damenhof, parte della Fuggerhäuser di Augusta, fu la prima struttura non religiosa in stile rinascimentale in Germania, eretta nel 1515.
Alla sua morte, avvenuta il 30 dicembre 1525, Jacob Fugger lasciò a suo nipote Anton Fugger la gestione di tutti gli affari della famiglia con una rendita di 2.032.625 fiorini l'anno. Egli è certamente considerato dagli storici uno dei personaggi più influenti della Germania di tutti i tempi e il cittadino più noto della storia di Augusta.
Jacob Fugger è ritenuto essere stato l'uomo più ricco della storia (seguito solo da John D. Rockefeller e da Andrew Carnegie nel XX secolo), il cui patrimonio è stato valutato, comparandolo con le ricchezze del 2017, in circa 450 miliardi di euro.

## Biografia

### La famiglia, i primi anni a Venezia e la formazione

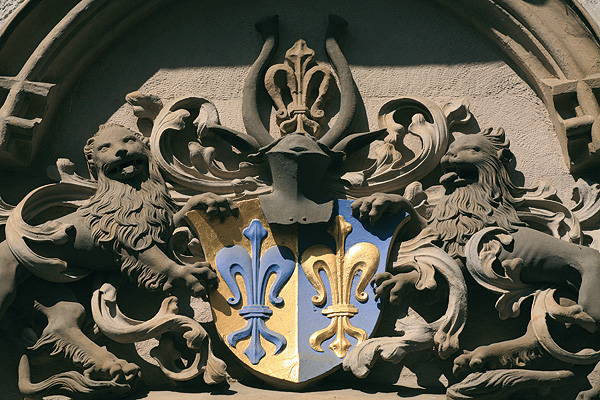
Stemma della famiglia Fugger, concesso nel 1473

Jacob Fugger nacque decimo degli undici figli di Jacob Fugger il Vecchio (1398–1469) e di sua moglie Barbara Bäsinger (1419–1497), figlia del maestro di zecca Franz Bäsinger. I Fugger erano un'agiata famiglia borghese di Augusta, città dove avevano avuto modo di distinguersi come mercanti. Hans Fugger, nonno di Jacob Fugger il Giovane, aveva preso per primo residenza ad Augusta nel 1367, divenne membro della borghesia locale per matrimonio ed acquisì una notevole ricchezza nei primi commerci in campo tessile con l'Italia. Alcuni anni prima della sua morte suo figlio Jacob Fugger il Vecchio era una delle personalità più ricche di Augusta.
Il fratelli maggiori di Jacob il Giovane, Ulrich (1441–1510) e Georg (1453–1506), gettarono le basi per lo sviluppo dei commerci di famiglia in Europa. Attorno al 1470 fondarono manifatture a Venezia e a Norimberga e poi in altri importanti centri commerciali. I fratelli di Jacob Fugger, Andreas e Hans, morirono entrambi giovani a Venezia. Suo fratello Markus era chierico e nel 1470 venne assunto nella cancelleria pontificia a Roma dove morì nel 1478. Suo fratello Peter morì a causa di una epidemia a Norimberga nel 1473.

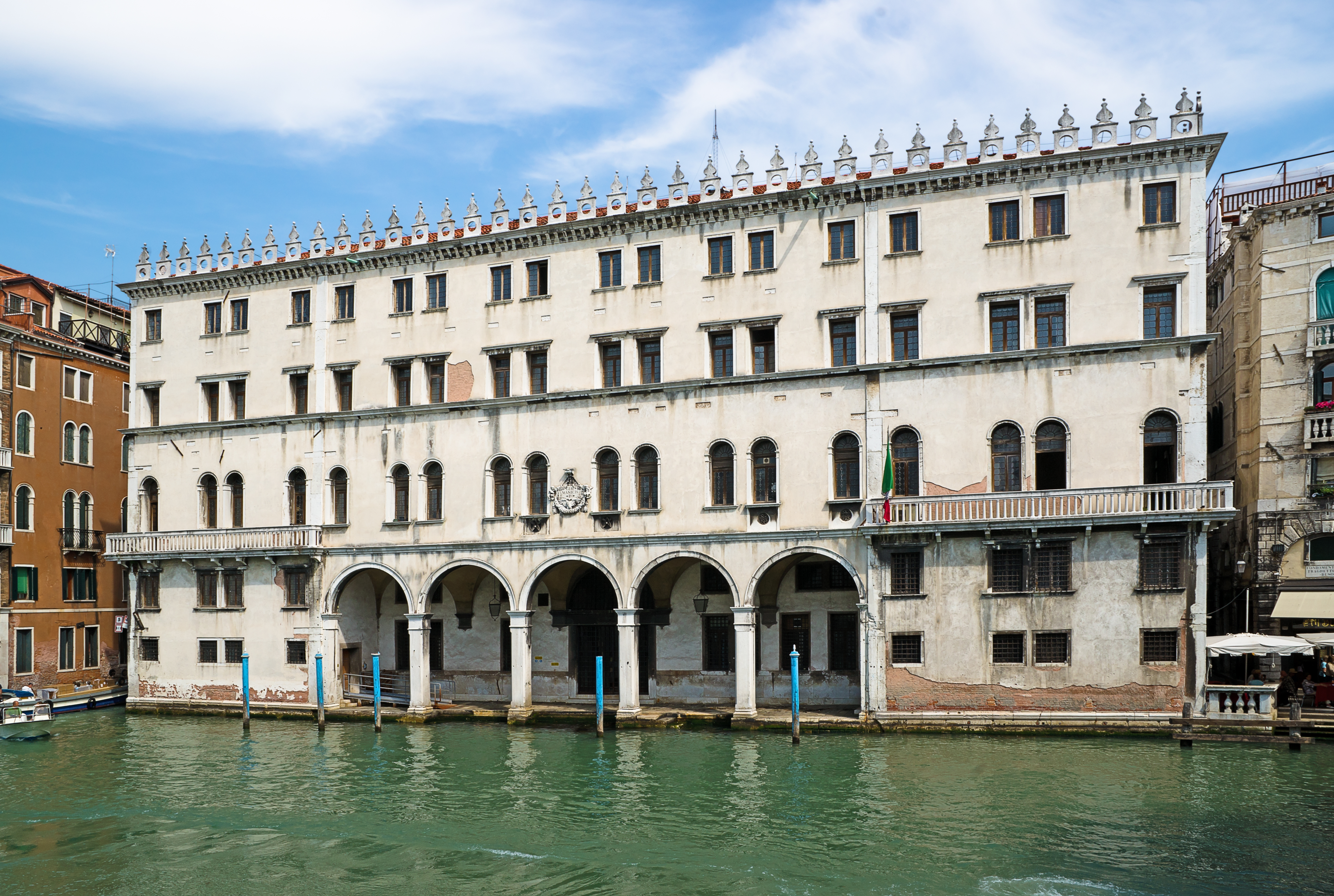
Il Fondaco dei Tedeschi a Venezia dove Jacob Fugger visse dal 1473 al 1487.

I prestiti erogati all'imperatore Federico III del Sacro Romano Impero e i rifornimenti devoluti al suo entourage da Ulrich Fugger spinsero il sovrano a concedere nel 1473 l'uso di uno stemma ai membri della famiglia. L'appellativo della famiglia, "del Giglio" (in tedesco: von der Lilie), è un chiaro riferimento a questa figura araldica presente nello stemma della famiglia che si distingue dagli altri rami.
Sino al 2009 gli storici credevano che Jacob Fugger, il quale a 12 anni aveva ricevuto gli ordini minori, fosse vissuto come canonico presso la chiesa di Herrieden. Un documento conservato presso l'archivio di stato di Vienna ha invece dimostrato che Jacob Fugger era già rappresentante della sua famiglia a Venezia nel 1473, all'età di appena 14 anni. Altre ricerche hanno appurato che trascorse gli anni tra il 1473 ed il 1487 presso il Fondaco dei Tedeschi, la gilda e residenza dei mercanti tedeschi a Venezia. La Serenissima era uno dei più importanti centri commerciali di tutta l'Europa dell'epoca e si qualificava quindi come un trampolino di lancio ideale per gli affari economici e bancari della famiglia Fugger. La lunga permanenza di Jacob in Italia lo fece anche appassionare allo stile del Rinascimento che egli trasportò in Germania.

### L'inizio dell'estrazione e del commercio minerario

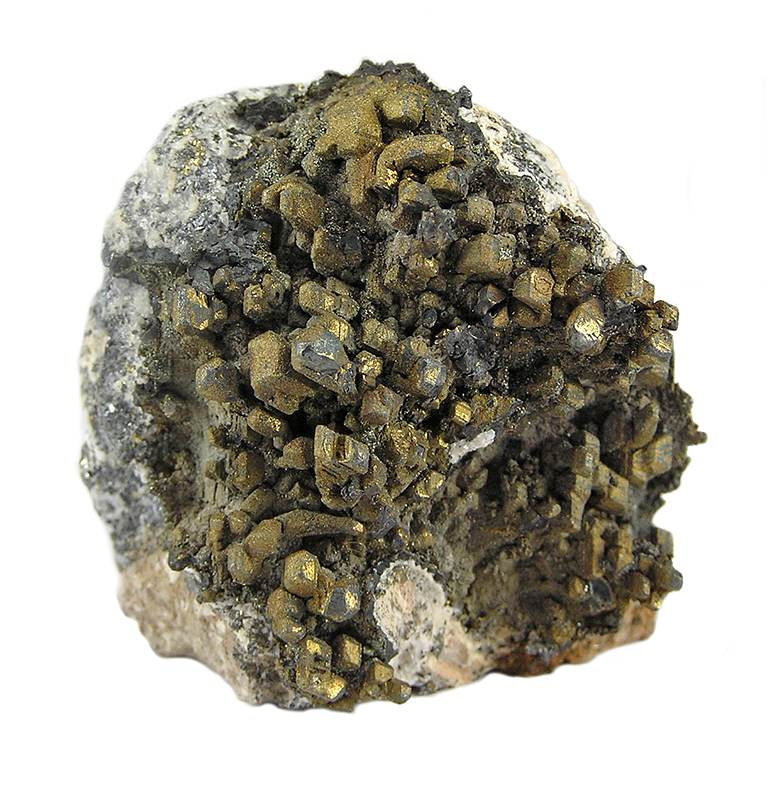
Una roccia ricca di Argentite proveniente dalle miniere di Banská Štiavnica. I Fugger e Jan Thurzo costituirono insieme una potente azienda per l'estrazione mineraria del rame nei territori attorno al vicino villaggio di Banská Bystrica nel 1495.

Jacob decise di espandere le ricchezze della famiglia intraprendendo l'attività mineraria presso Salisburgo. Riuscì ad ottenere delle concessioni dai proprietari delle miniere delle Alpi Salisburghesi e a garantire rifornimenti regolari alla capitale Vienna. Non limitandosi a questo, fece in modo che i vari estrattori di Gastein e Schladming vendessero i loro prodotti quasi esclusivamente ai Fugger anziché ad altri intermediari.
Jacob Fugger iniziò a gestire direttamente gli affari di famiglia ad Augusta, nel Tirolo, a Venezia e a Roma. Attorno al 1485 la famiglia fondò delle manifatture a Innsbruck (nel 1510 a Hall, nel 1539 a Schwaz). Grazie ad un piccolo prestito iniziale, entrò in contatto con l'arciduca Sigismondo d'Austria, membro della potente famiglia degli Asburgo. L'arciduca gli concesse in esclusiva, come unico proprietario delle estrazioni minerarie sulle sue terre in Tirolo, la possibilità di realizzare delle escavazioni in cambio della condivisione dei profitti con l'arciduca Sigismondo, il quale necessitava continuamente di denaro per sopperire alle spese dovute al suo stile di vita lussuoso, ai molti figli illegittimi e ai dispendiosi progetti di costruzione. Il pagamento dei danni di guerra che egli dovette versare a Venezia (pari a 100.000 fiorini) fu coperto interamente da Jacob Fugger. Nel 1488 Sigismondo era indebitato con il Fugger per più di 150.000 fiorini. Nel 1517 i Fugger finanziavano più della metà del budget pubblico del Tirolo. Ad un certo punto, per far fronte al pagamento dei debiti senza accumulare ulteriori aggravi, l'arciduca concesse ai Fugger il libero sfruttamento di tutte le miniere d'argento e di rame del Tirolo.
Su insistenza di Jacob nel 1494 la compagnia della sua famiglia divenne una delle prime "compagnie palesi" d'Europa (in tedesco: "der compagnia palese des welschen Rechts"). Nel contempo essa venne rinominata in "Ulrich Fugger da Augusta e fratelli" per mostrare che i tre erano coinvolti allo stesso modo negli affari commerciali della casata, anche se in Tirolo facevano universalmente riferimento alla figura di Jacob Fugger, il quale ottenne la delega alla firma esclusiva su tutti i contratti con l'Ungheria. Jacob divenne una figura sempre più preponderante nell'azienda di famiglia e ne dominò sempre più le politiche, pur lasciando formalmente alla guida il fratello Ulrich in quanto primogenito.
L'enorme potenziale minerario dei Fugger continuò a crescere negli anni successivi. Oltre alle miniere in Tirolo, grazie alla vicinanza con gli Asburgo Jacob riuscì ad ottenere anche delle concessioni minerarie in Slovacchia. Tramite operazioni mirate, seppe far divenire l'azienda della famiglia il fulcro del commercio di rame dell'Europa centrale. Assieme al suo socio in affari Hans Thurzó, iniziò scambi commerciali stabili con la Slovacchia nel 1494. Le miniere dei Fugger vennero aperte a Banská Bystrica, all'epoca parte del Regno d'Ungheria, oltre a Arnoldstein in Carinzia, Hohenkirchen in Turingia e a Moštenica. Il rame estratto in queste miniere veniva trasportato per la lavorazione in apposite fabbriche di proprietà della medesima compagnia di famiglia a Breslavia, Lipsia, Cracovia e Buda. Per portare il materiale lavorato ai porti di Danzica, Stettino e Lubecca sul Mar Baltico, Fugger finanziò la costruzione di una nuova strada attraverso il Passo Jablunkov. Da questi porti il rame giungeva, da una parte, nell'Est Europa, e andava verso Anversa e Lisbona dall'altra, da dove veniva esportato anche nelle Indie. Parte del rame veniva trasportato anche a Wiener Neustadt e da lì verso i porti adriatici di Trieste e Segna per il mercato del rame a Venezia. All'epoca le miniere del Tirolo e della Slovacchia costituivano le principali fonti di rame nel panorama della produzione mineraria europea e si dimostrarono molto vantaggiose per i Fugger che riuscirono a monopolizzare completamente tale bene in tutto il continente.

### I rapporti con Massimiliano I

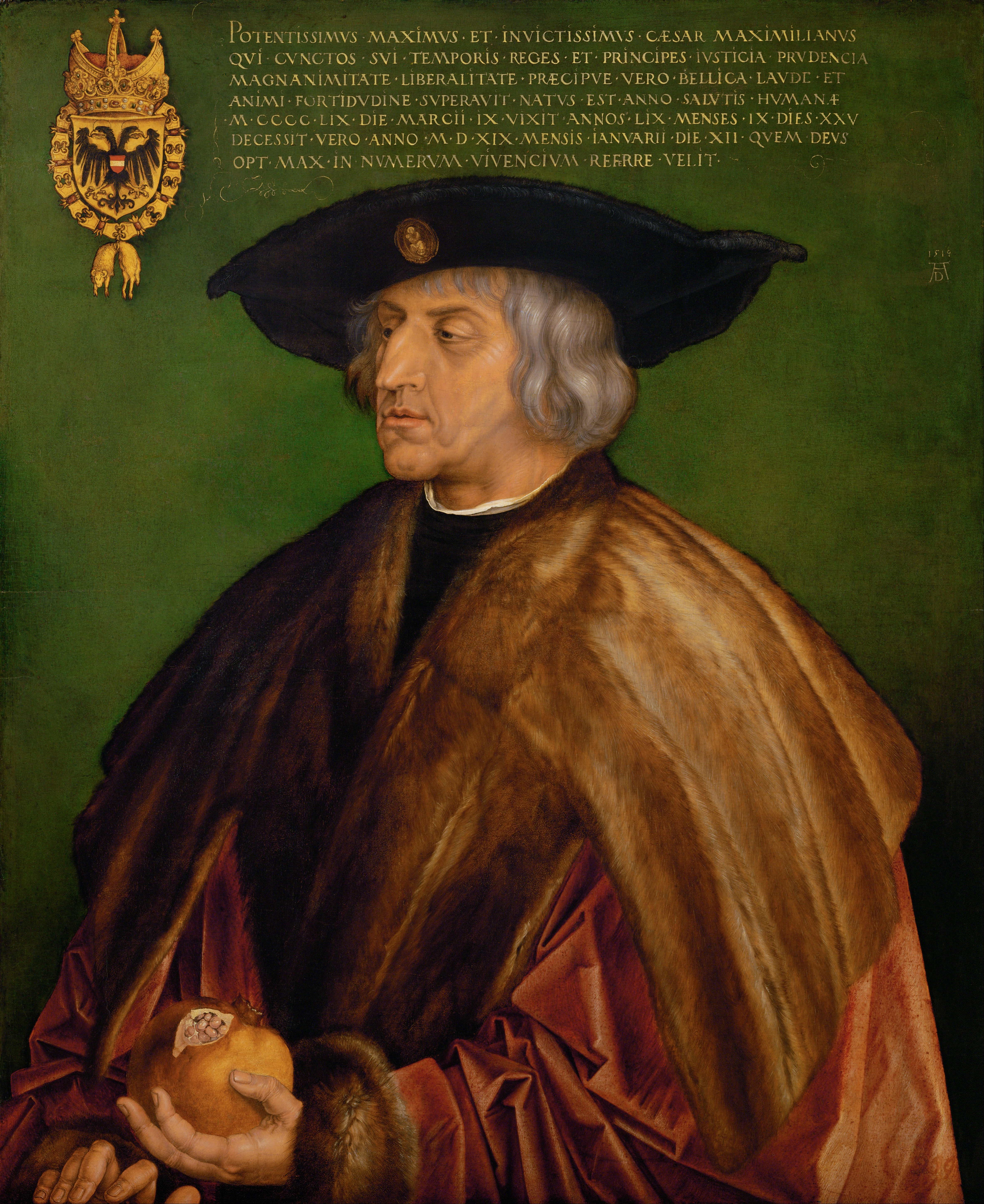
L'imperatore Massimiliano I, ritratto di Albrecht Dürer (1519)

Jacob ebbe la straordinaria intuizione di rimanere legato alla casata degli Asburgo che, per quanto non ancora stabilmente legati al trono imperiale del Sacro Romano Impero, avevano già un ruolo predominante nella politica dell'Europa dell'epoca. Perciò egli si premurò sempre di garantire loro un notevole apporto finanziario e politico. Jacob Fugger incontrò per la prima volta Massimiliano I, all'epoca giovane re dei Romani, alla fiera di Francoforte nel 1489.
L'anno successivo l'arciduca Sigismondo divette abbandonare la posizione su pressione degli Stati Generali del Tirolo che lo avevano accusato di mala gestione delle finanze pubbliche a causa dei suoi pesanti indebitamenti; pertanto le sue terre passarono di diritto al re dei Romani, Massimiliano appunto. Come prima cosa, Massimiliano decise di pagare al Fugger tutti i debiti accumulati dal suo predecessore.
Alla morte di Federico III nel 1493, Massimiliano venne chiamato a succedergli. Malgrado le costanti difficoltà finanziarie, lo stravagante stile di vita del nuovo sovrano e i molti progetti politici da lui falliti, Massimiliano I ebbe il merito di gettare le basi per assicurare agli Asburgo il controllo della Spagna, della Boemia e dell'Ungheria, non con la guerra ma tramite matrimoni vantaggiosi, finanziati interamente da Jacob Fugger.
Il 15 luglio 1507 Massimiliano I vendette a Jacob Fugger la contea di Kirchberg, presso Ulma, la vicina signoria di Weißenhorn e le signorie di Wullenstetten e Pfaffenhofen, parti dei possedimenti personali degli Asburgo in Austria Anteriore, ricavandone 50.000 fiorini. Nel 1508 fu incoronato imperatore e seguirono altre vendite: cedette al Fugger il castello di Schmiechen e nel 1514 la signoria di Biberbach. Massimiliano I elevò Jacob Fugger nei ranghi della nobiltà nel 1511 e gli concesse il titolo di conte del Sacro Romano Impero nel 1514, fatto che gli consentì di poter operare liberamente senza interferenze della nobiltà locale nei suoi affari. Nel corso della vita Jacob Fugger acquisì la signoria personale su più di 50 piccoli villaggi sparsi ovunque.
La fama e soprattutto la potenza economica e politica del Fugger gli attirarono gli strali del riformatore protestante Martin Lutero, in particolare per i suoi metodi per ottenere ricchezza, contribuendo a diffondere anche tra gli storici l'idea che il controllo di Jacob Fugger sulla politica e la persona di Massimiliano I fosse totale, cosa vera solo in parte. Ad ogni modo, alla fine della sua vita Massimiliano era ancora così pesantemente indebitato che Jacob Fugger fu l'unico a poterlo salvare dalla bancarotta.

### La clientela della Santa Sede

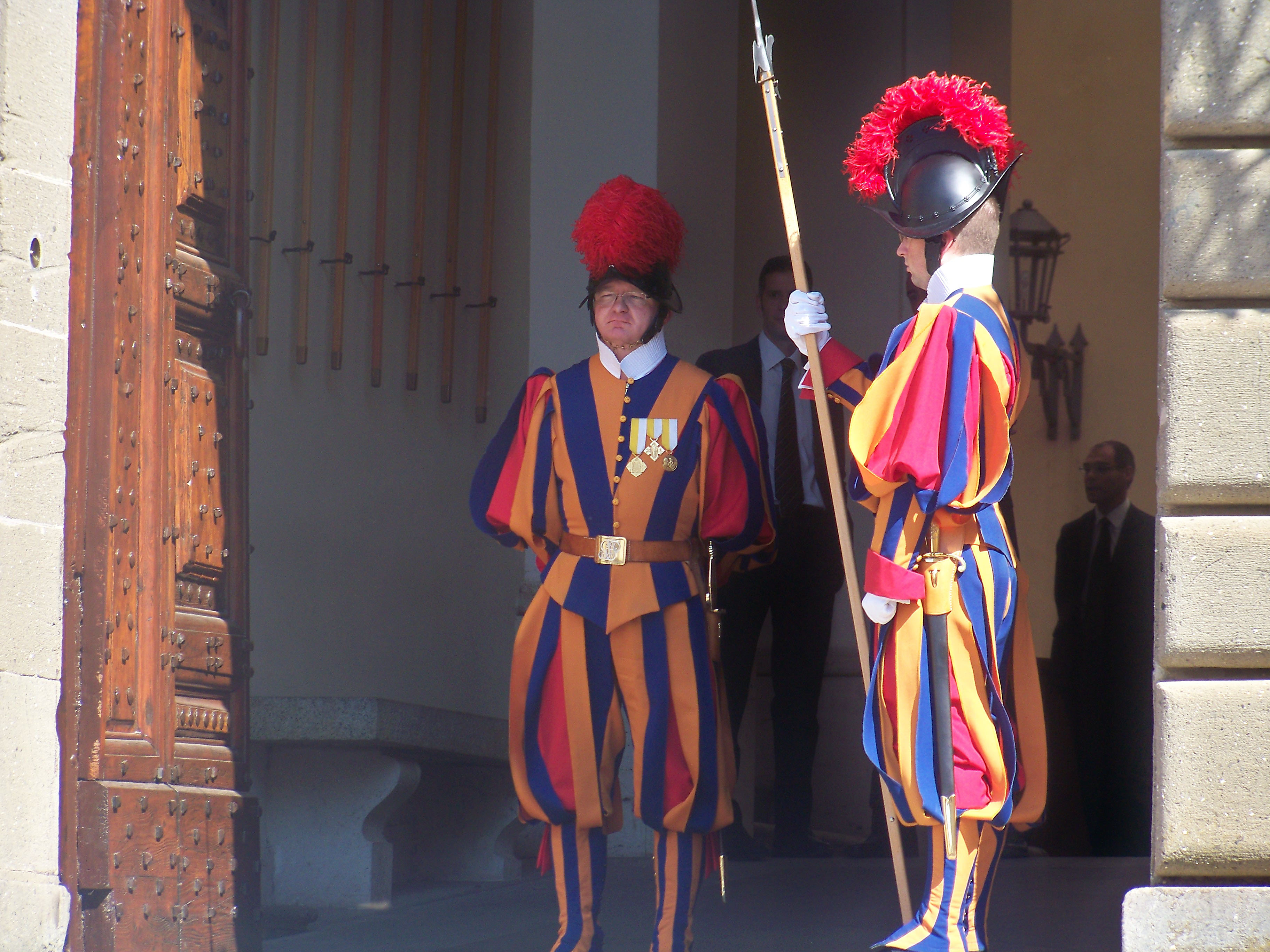
I primi membri del corpo delle Guardie Svizzere presso la Santa Sede vennero reclutati col denaro prestato al pontefice Giulio II da Jacob Fugger

La famiglia Fugger fu anche la prima azienda tedesca ad entrare in affari diretti con la curia romana dell'epoca. Già dal 1477, grazie alla mediazione del fratello di Jacob, Markus, impiegato alla cancelleria della curia romana, i Fugger ottennero la possibilità di gestire il trasferimento delle offerte dell'obolo di San Pietro al Vaticano per le terre della Svezia. Nel 1500 Jacob Fugger prestò alla Santa Sede parte della somma necessaria alla costruzione della Basilica di San Pietro, della Cappella Sistina e di altre importanti strutture del Vaticano. Per ripagare gli ingenti prestiti concessi da Jacob alla Santa Sede, papa Leone X ampliò considerevolmente la pratica discutibile della vendita delle indulgenze. A seguito della morte di papa Alessandro VI nell'agosto del 1503, Jacob Fugger intensificò i contatti con Roma. Per il nuovo pontefice Giulio II trovò il denaro necessario a reclutare le Guardie Svizzere nel 1505-1506.
A partire dal 1508 i Fugger presero la gestione della zecca romana e coniarono le monete dei papi fino al 1524, anno in cui papa Clemente VII pose fine al monopolio dei Fugger sul conio. In seguito al sacco di Roma del 1527 i Fugger non fecero più affari con la Curia, anche perché in quell'occasione avevano fatto da ricettatori del bottino di guerra, accettando dagli occupanti ogni tipo di preziosi proveniente dai saccheggi e accreditandone il valore ai portatori in Germania. Il che - aggiunto alla crisi economica che investì la città dopo il sacco - rese opportuna la chiusura della filiale dei Fugger a Roma.

### Commercio oltremare

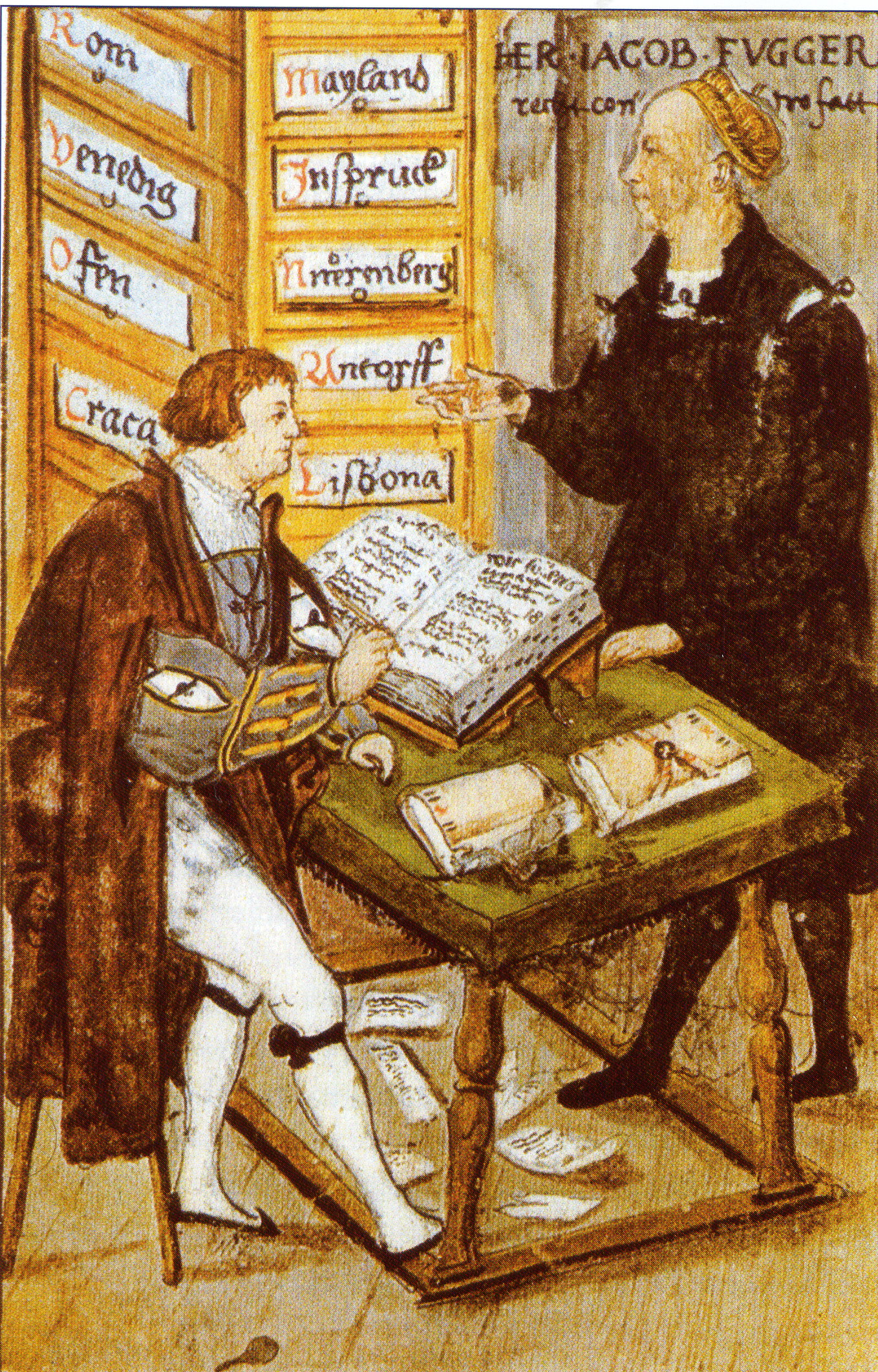
Miniatura rappresentante Jacob Fugger (a destra) nel suo ufficio commerciale di Augusta con il suo maestro dei conti, Matthäus Schwarz.

Il commercio oltremare ebbe un ruolo relativamente contenuto rispetto alle altre attività commerciali della famiglia Fugger.
Dopo la scoperta della rotta verso l'India da parte di Vasco da Gama e l'istituzione del monopolio portoghese delle spezie, Jacob Fugger prese parte al commercio delle spezie e nel 1503 aprì una propria manifattura ad esse dedicata a Lisbona. Ricevette il permesso di commerciare pepe, oltre ad altri beni di lusso come perle e gemme, sempre a Lisbona. Assieme ad altre famiglie mercantili tedesche ed italiane contribuì alla formazione di una flotta di 22 navi portoghesi capitanate da Francisco de Almeida che salpò alla volta dell'India nel 1505 e ritornò nel 1506. Anche se un terzo degli introiti dovette essere ceduto per regolamento al re del Portogallo, l'operazione fu molto redditizia. Poco dopo il re dichiarò che il monopolio del commercio delle spezie in Portogallo sarebbe stato appannaggio della Corona, escludendo così di fatto i mercanti stranieri. Ad ogni modo, i portoghesi erano ancora in gran parte dipendenti dal rame venduto loro dai Fugger, uno dei beni essenziali da esportare in India.
A differenza della famiglia Welser, la partecipazione di Jacob Fugger al commercio oltremare fu sempre molto cauta, in particolare dopo il fallimento della spedizione nelle isole Molucche guidata dallo spagnolo Garcia de Loaisa. Alcune prove portano a credere che abbia finanziato il viaggio di Ferdinando Magellano.

### La grande crisi di Jacob Fugger
I grandi progetti minerari dei Fugger, in particolare in Slovacchia, richiedevano un enorme capitale che spesso lo stesso Jacob faticava a racimolare. Dal 1496 per questo scopo si legò al cardinale Melchior von Meckau il quale, segretamente e all'insaputa del capitolo, investì 150.000 fiorini nella compagnia dei Fugger in cambio di ricavi personali, pratica severamente vietata agli uomini di chiesa. Quando questi morì a Roma nel 1509, i suoi investimenti segreti vennero alla luce. Il papa, il principato vescovile di Bressanone e la famiglia di Meckau accusarono Jacob Fugger di aver indotto il defunto cardinale ad investire nelle sue operazioni per questioni di profitto e soprattutto di non averlo denunciato alle autorità della chiesa, preciso dovere cristiano. Ma soprattutto tutti questi si dichiaravano eredi degli interessi che il von Meckau vantava nei confronti della compagnia dei Fugger. In questa situazione decise di intervenire personalmente l'imperatore Massimiliano I, il quale, a condizione di assistere papa Giulio II nella Guerra della Lega di Cambrai contro la Repubblica di Venezia, ottenne dalle parti la designazione come erede del cardinale e poté sfruttare l'eredità per ammortizzare i propri debiti. Per scusarsi, Fugger inviò al Papa anche dei gioielli. Massimiliano I, dal canto suo, in cambio del supporto ottenuto, chiese al Fugger di continuare a sostenere economicamente le sue campagne politiche e militari.
Con la morte dei suoi fratelli Georg nel 1506 e Ulrich nel 1510, Jacob Fugger rimase solo alla guida della compagnia, che venne rinominato in "Jacob Fugger e fratelli figli".

### L'elezione di Carlo V del 1519

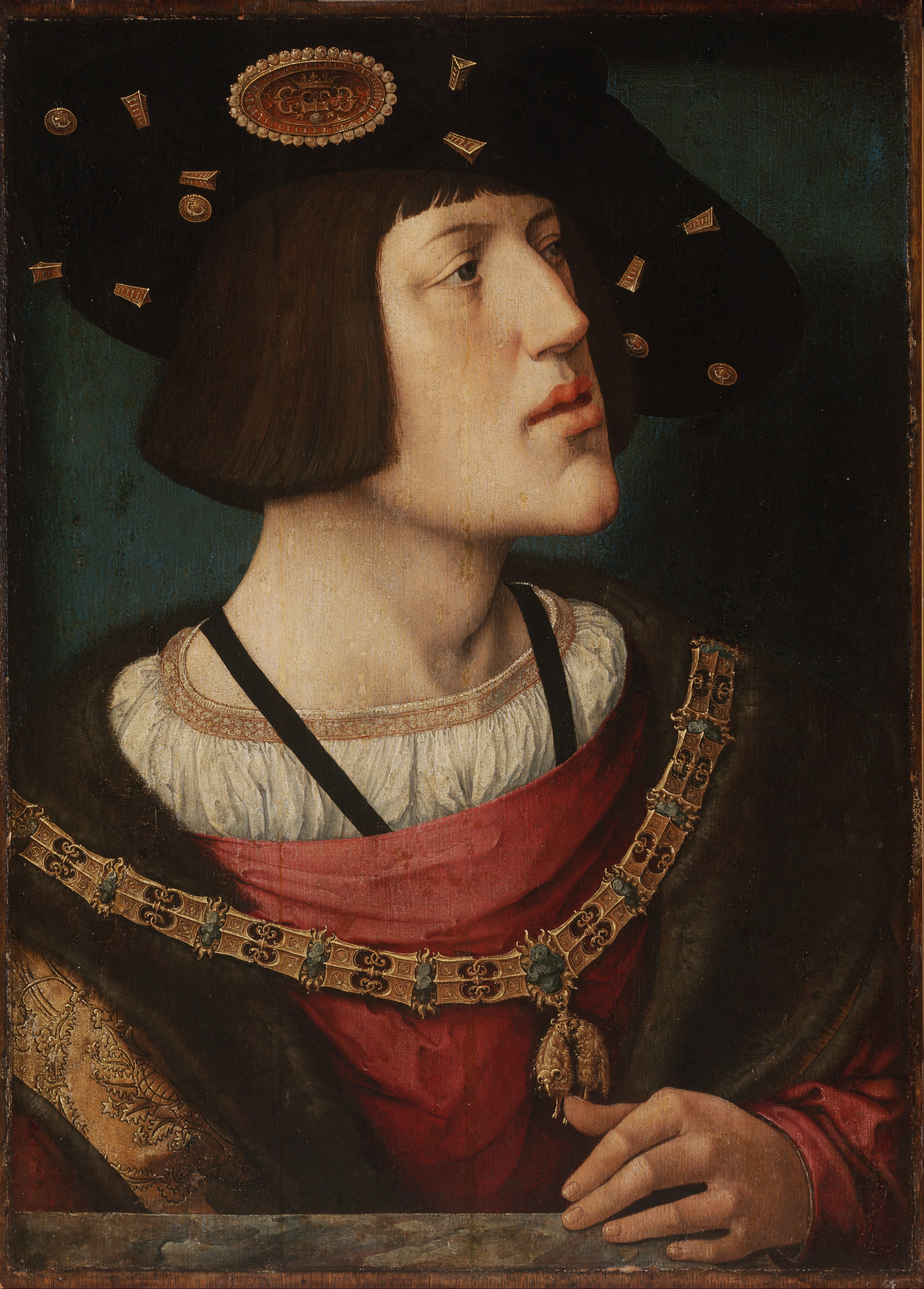
Ritratto di Carlo V, Bernard van Orley (1519/1520)

L'imperatore Massimiliano morì nel gennaio del 1519 e lasciò a suo nipote Carlo le terre ereditarie degli Asburgo con l'aggiunta della Borgogna e la possibilità di concorrere al trono del Sacro Romano Impero. Per assicurarsi gli investimenti fatti nella casata degli Asburgo, Jacob Fugger decise di supportare l'elezione del diciannovenne Carlo al trono imperiale. Oltre a Carlo, anche il re inglese Enrico VIII, il re francese Francesco I e l'elettore Federico III di Sassonia annunciarono la loro candidatura. Francesco I si era già assicurato i voti dell'elettorato di Treviri e del Palatinato, oltre ad offrire una somma di 300.000 fiorini per la sua elezione. Oltre a questi principati elettorali, si contavano quelli religiosi di Magonza e Colonia (incerti) e quelli secolari di Boemia (propendente per gli Asburgo), quello del Brandeburgo (incerto) e quello di Sassonia (che certamente avrebbe sostenuto la candidatura del suo elettore).
Quella che si profilava era una situazione non facile per Carlo il quale si rivolse anch'egli come il nonno alla famiglia Fugger per ottenere le somme necessarie a far propendere la candidatura in suo favore. Jacob Fugger trasferì l'enorme somma di più di 850.000 fiorini ai principi elettori, ottenendo l'elezione unanime di Carlo al ruolo di sacro romano imperatore il 28 luglio 1519. Oltre ai soldi investiti dai Fugger, ad ogni modo, Carlo dovette contare anche su 550.000 fiorini forniti dalla famiglia Welser e altri 150.000 fiorini provvisti da altri tre banchieri italiani. Quella che oggi verrebbe vista come corruzione era in realtà all'epoca una pratica comune per l'elezione dell'imperatore che dimostrava da subito la potenza economica del candidato e quindi la sua solidità a sostenere il futuro ruolo di sovrano più importante d'Europa.

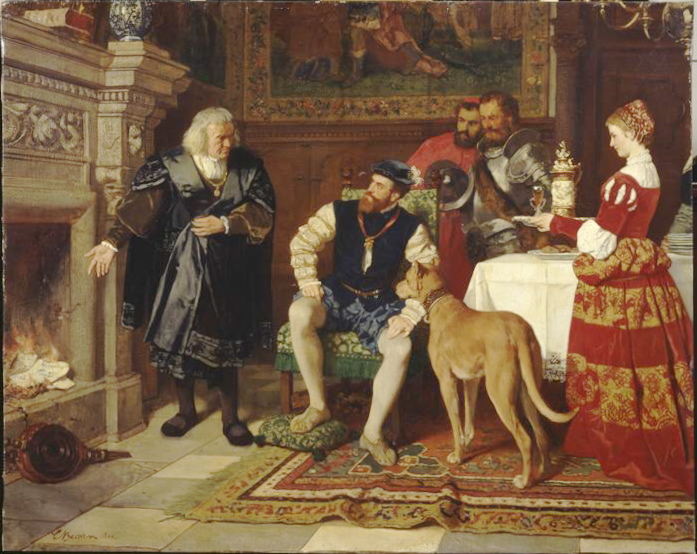
Jacob Fugger e Carlo V, dipinto di Karl Becker, 1866

Alcuni giorni dopo, Carlo V ottenne dal pontefice la nomina a imperatore eletto, venendo incoronato ufficialmente a Bologna dal papa nel 1530.
Carlo V, pur avendo ottenuto un regno "su cui non tramonta mai il sole", era ora profondamente indebitato con Jacob Fugger. Nel 1521 i suoi debiti ammontavano a più di 600.000 fiorini. L'imperatore riuscì ad ammortizzare 415.000 fiorini della somma totale dovuta con ulteriori garanzie ai Fugger per il commercio e l'estrazione di argento e rame dal Tirolo. Durante la Dieta Imperiale che si tenne a Norimberga nel 1523, i deputati convenuti dibatterono sulla necessità di restringere il capitale ed il numero di compagnie operanti sul territorio imperiale. Jacob Fugger intervenne e ricordò all'imperatore esplicitamente che "è noto che Vostra Maestà Imperiale non avrebbe potuto far valere i propri diritti sulla corona Romana senza il mio aiuto,..." (in tedesco Es ist auch wissentlich und liegt am Tage, dass Eure Kaiserliche Majestät die römische Krone ohne mein Zutun nicht hätte erlangen können,…) Era palese che nell'affermazione del Fugger vi era un richiamo anche a saldare i debiti dell'imperatore e non a caso poco dopo egli ottenne da Carlo V il diritto di sfruttare le miniere di cinabro e mercurio ad Almadén, in Castiglia.

## Matrimonio, eredità e successori

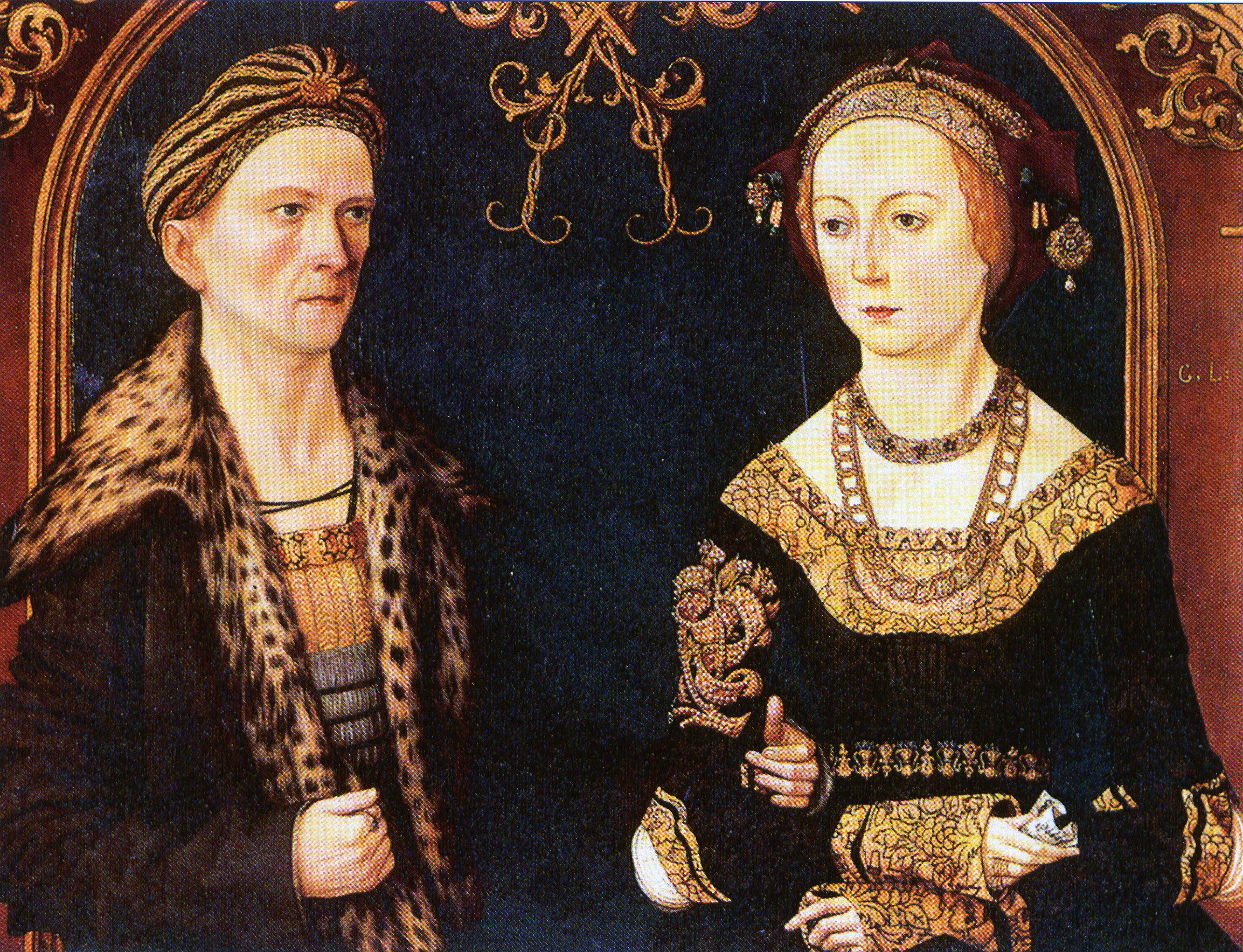
Ritratto di Jacob Fugger e di Sibylle Artzt, c. 1500

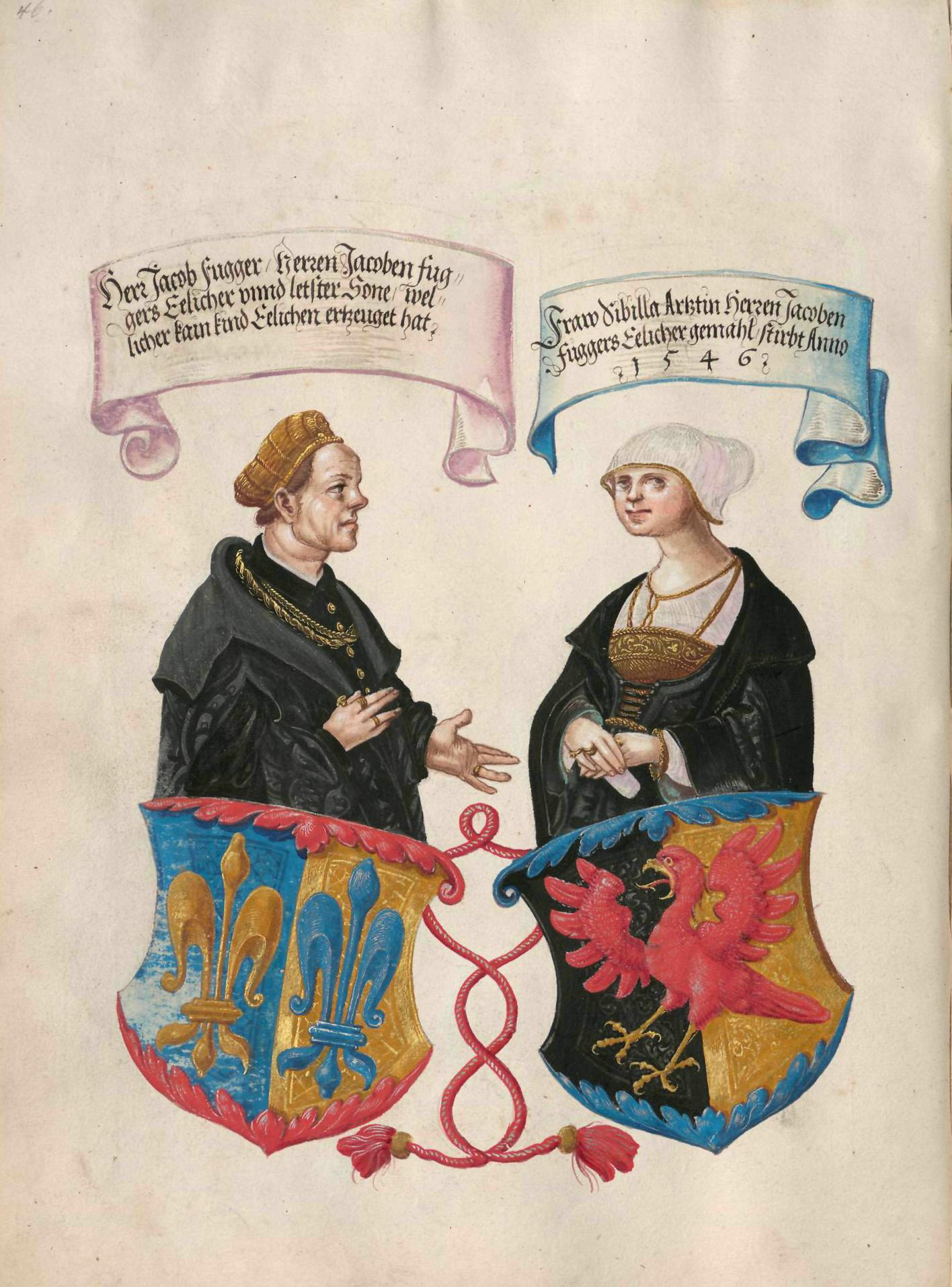
Jacob Fugger e Sybille Artzt, miniatura del libro delle ore della famiglia Fugger, Augusta, laboratorio di Jörg Breu il Giovane, 1545-1549

Nel 1498 il quarantenne Jacob Fugger sposò Sybille Arzt (o Artzt), la figlia diciottenne dell'eminente Großbürger di Augusta. Questo matrimonio consentì ai Fugger di ottenere il tanto sospirato seggio al consiglio cittadino che, pur con tutto il loro denaro, non erano mai riusciti ad avere. Quattro anni dopo Jacob acquistò per la giovane moglie 40.000 fiorini di gioielli provenienti dal tesoro di Borgogna per dimostrare ancora una volta la propria potenza economica. La coppia non ebbe figli. Sette settimane dopo la morte del marito Sybille Arzt sposò un socio in affari di Jacob e si convertì alla fede protestante.
Jacob Fugger morì il 30 dicembre 1525. L'inventario notarile compilato alla sua morte rilevò beni per 3.000.058 fiorini e passivi per 867.797 fiorini, cioè un attivo di 2.132.261 fiorini.
Dato che Jacob non aveva avuto eredi diretti, la compagnia passò ai suoi nipoti Raymund e Anton Fugger. Anton, figlio di Georg, al 1546 riuscì a raddoppiare le fortune della famiglia.

## Visione religiosa
Fugger rimase per tutta la vita uno strenuo cattolico. Secondo la storica Claudia Stein, nei suoi scritti ribadì più volte che solo i cattolici avevano diritto a trovare "cura e cure". Malgrado queste sue posizioni radicali, col progredire della riforma protestante proprio la città di Augusta fu tra le più interessate dal nuovo fenomeno religioso. Per contro, i Fugger finanziarono personalmente l'ascesa della famiglia Asburgo che giocò un ruolo preminente nella controriforma.

## Patrono delle arti e opere caritatevoli

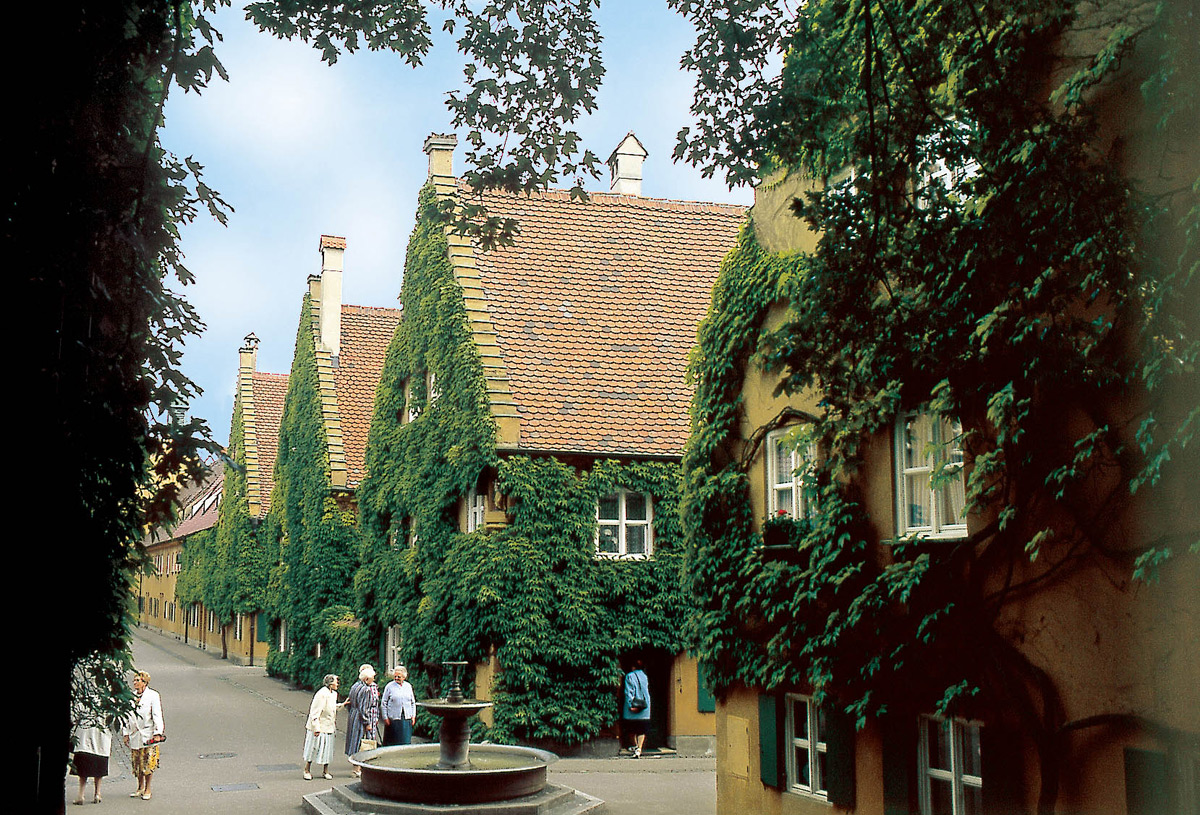
Il Fuggerei di Augusta è il più antico complesso residenziale popolare della Germania, in funzione tutt'oggi.

Intorno al 1520 Albrecht Dürer realizzò per Jacob Fugger uno dei suoi più famosi ritratti.
Jacob commissionò numerose opere architettoniche di rilievo. Nel 1509, insieme a suo fratello Ulrich, fondò la Cappella Fugger nella Chiesa di Sant'Anna. La cappella sepolcrale della famiglia Fugger progettata da Albrecht Dürer fu la prima opera architettonica tedesca in stile rinascimentale italiano. Nel 1515 fece realizzare la prima opera architettonica profana del Rinascimento tedesco: il Cortile delle Dame nelle case Fugger.
Il 23 agosto 1521 Jacob Fugger fondò la Fuggerei di Augusta, il complesso di case popolari più antico del mondo. In cambio di un affitto annuo di 88 centesimi di euro, tuttora circa 150 cittadini di Augusta cattolici e bisognosi abitano in questo complesso di case a schiera. Sono tenuti a recitare una volta al giorno tre preghiere per il fondatore e per la sua famiglia. La costruzione della Fuggerei durò dal 1516 al 1523. Il quartiere fu ampliato dopo la distruzione di due terzi di esseo nei bombardamenti della seconda guerra mondiale; l'ultimo ampliamento risale al 1973. La Fuggerei è ancora oggi finanziata con i mezzi della fondazione di Jacob Fugger.